# منطقه حفاظت‌شده بولا
بولا، یک منطقه حفاظت‌شده با مساحت ۳۹۰۷ هکتار است که در استان مازندران در شهر ساری واقع شده است و بخش کوچکی از آن در استان سمنان قرار دارد. منطقهٔ جنگلی بولا، با اقلیم نیمه‌مرطوب طی مصوبه شماره ۱۹۱ شورای عالی محیط زیست (کمیسیون زیر بنائی دولت) مورخ ۱۵/۱۰/۱۳۷۸ به عنوان «منطقهٔ حفاظت‌شدهٔ بولا» به مناطق تحت مدیریت سازمان حفاظت محیط زیست ایران پیوسته ‌است.

## ویژگی‌های منطقه
این منطقه در نزدیکی پارک ملی کیاسر و هم‌مرز با پناهگاه حیات وحش دودانگه و چهاردانگه و منطقه حفاظت‌شده پرور قرار دارد. بخش دودانگه‌ی شهر ساری و دهستان پشتکوه شهمیرزاد محل دقیق این منطقه می‌باشد. بولا، جائیست کوهستانی با دو دامنهٔ شمالی و جنوبی و شیبهای تند، که در حد بالایی جنگل‌های خزری واقع شده‌است و بخش‌هایی از آن را نیز مرتع‌های ییلاقی تشکیل می‌دهد.

### گونه‌های جانوری
پلنگ، گرگ، شغال، مرال، شوکا، بز، پازن، خرس قهوه‌ای، گراز، روباه معمولی، تشی، سمور جنگلی، کبک و کبک دری.

### گونه‌های گیاهی
پوشش گیاهی به صورت مناطق جنگلی متراکم و انبوه و شمشادستان است. از گونه‌های مهم درختی این منطقه می‌توان از راش، ممرز، بلندمازو، توسکای ییلاقی، گلابی وحشی (تلکا)، گیلاس وحشی و آلوچه نام برد.

## رخدادها
- کشتار دو راس گوزن بسیار کمیاب و آبستن در بهمن ماه ۱۳۹۱[۳]
- سقوط خودروی محیط بانان به ژرفای ۵۰ متری دره در جریان تعقیب متخلفین در روزهای پایانی سال ۱۳۹۱[۴]
- تعارضات و تهدیدها:تجاوز به عرصه‌های طبیعی و تخریب اراضی منابع ملی، قاچاق چوب و شکار غیرمجاز مهمترین عوامل تخریب‌کننده این منطقه به‌شمار می‌روند.